# 27 novembre 1919
Le jeudi 27 novembre 1919 est le 331e jour de l'année 1919.

## Naissances
- Gérard Muselli (mort le 29 janvier 1970), aviateur français
- Tal-su Kim (mort le 24 mai 1997), écrivain japonais
- Victor Smirnoff (mort le 5 novembre 1994), psychanalyste et psychiatre français
- Charles Bent (mort le 28 décembre 2004), joueur d'échecs anglais
- Raymond Walter « Ray Terzynski (mort le 18 août 1983), joueur de basket-ball américain

## Décès
- Edwin Pears (né le 18 mars 1835), historien britannique
- Jules Poisson (né le 29 avril 1833), botaniste français
- Manuel Espinosa Batista (en) (né le 12 septembre 1857), pharmacien et homme politique panaméen

## Événements
- les Alliés signent le traité de Neuilly avec la Bulgarie, qui perd la Dobroudja méridionale et cède la Thrace occidentale à la Grèce. Les frontières sont délimités avec la Yougoslavie.